# Jakub Kumoch
Jakub Radomir Kumoch (ur. 16 listopada 1975 w Warszawie) – polski politolog, turkolog, dziennikarz, dyplomata. Ambasador RP w Szwajcarii (2016–2020), Turcji (2020–2021) oraz Chinach (od 2023), szef Biura Polityki Międzynarodowej Kancelarii Prezydenta RP (2021–2023).

## Życiorys
Ukończył studia w Instytucie Stosunków Międzynarodowych (1999) oraz turkologię (2001) na Wydziale Orientalistycznym Uniwersytetu Warszawskiego. W 2015 uzyskał na Uniwersytecie Jagiellońskim doktorat w zakresie nauk o polityce na podstawie dysertacji Misje Obserwacji Wyborów Unii Europejskiej jako instrument działań zewnętrznych UE (promotor – Krzysztof Szczerski).
Karierę zawodową rozpoczął jako analityk ds. Bałkanów i Europy Środkowej w Ośrodku Studiów Wschodnich (wrzesień 2000 – styczeń 2001). Następnie pracował jako dziennikarz. Był korespondentem w Moskwie Polskiej Agencji Prasowej (1999–2004); dziennikarzem działu zagranicznego „Przekroju” (2005–2006); „Dziennika Polska-Europa-Świat” (2006–2009). W 2010 powrócił do pracy analitycznej jako główny analityk do spraw Francji i ESDZ w Polskim Instytucie Spraw Międzynarodowych (2010). Następnie został ekspertem ds. zagranicznych Instytutu Sobieskiego (2011–2013); ekspertem ds. badania mediów w procesach wyborczych, rzecznikiem prasowym, obserwatorem długoterminowym w ramach Misji Obserwacji Wyborów Unii Europejskiej (2011–2016). Od października 2015 zasiada w sekcji spraw zagranicznych Narodowej Rady Rozwoju przy Prezydencie RP.
14 października 2016 został ambasadorem RP w Szwajcarii z jednoczesną akredytacją w Liechtensteinie. Jako ambasador m.in. zaangażował się w nagłośnienie odkrytej przez Michała Potockiego i Zbigniewa Parafianowicza działalności polskich dyplomatów w Szwajcarii, którzy ratowali Żydów podczas II wojny światowej (tzw. grupa Ładosia). W 2019 pod jego redakcją opublikowano listę imion i nazwisk 3262 Żydów, którzy otrzymali paszporty wystawione przez Grupę Ładosia. Lista zawiera także nazwę państwa, którego dokumenty dana osoba otrzymała. Kwerendę prowadzono m.in. w Bad Arolsen, Jad Waszem, Archiwum Akt Nowych w Warszawie. Działał na rzecz ochrony Muzeum Polskiego w Rapperswilu. W 2019 otrzymał Nagrodę Ministra Kultury i Dziedzictwa Narodowego w dziedzinie „Ochrona dziedzictwa kulturowego za granicą”. W 2020 zakończył urzędowanie w Bernie.
2 marca 2020 został ambasadorem RP w Turcji. Misję zakończył 12 lipca 2021, by dwa dni później objąć stanowisko szefa Biura Polityki Międzynarodowej Kancelarii Prezydenta RP w stopniu sekretarza stanu. W styczniu 2023 został odwołany z pełnionych funkcji w Kancelarii Prezydenta RP.
11 sierpnia 2023 został mianowany ambasadorem RP w Chinach. Misję w Pekinie oficjalnie rozpoczął 6 września tego samego roku.
Deklaruje biegłą znajomość francuskiego, angielskiego, chorwackiego, hiszpańskiego, rosyjskiego, niemieckiego, tureckiego, w mniejszym stopniu ukraińskiego i arabskiego.
Żonaty z Joanną Kułakowską-Kumoch, ojciec dwójki dzieci.

## Odznaczenia
- 2021 – Wielki Komandor Orderu Makariosa III(inne języki), Cypr[potrzebny przypis]
- 2022 – Order Księcia Jarosława Mądrego III klasy nadany przez prezydenta Ukrainy Wołodymyra Zełenskiego[22][23][24]
- 2023 – Krzyż Kawalerski Orderu Odrodzenia Polski „za wybitne zasługi w służbie dyplomatycznej, za reprezentowanie Polski za granicą”[16][25]
- 2023 – Krzyż Uznania II klasy, Łotwa[26]
- 2023 – Krzyż Wielki Komandorski Orderu „Za Zasługi dla Litwy”; Litwa[27][28]
- 2025 – Order Krzyża Ziemi Maryjnej III klasy; Estonia[29]

## Wybrane publikacje
- The Practice of Appointing the Heads of EU Delegations in the Wake of Council Decision on the European External Action Service (współautorka: Ryszarda Formuszewicz), Warszawa 2010.
- Francja wobec wiosny arabskiej, „Sprawy Międzynarodowe”, nr 3/2011.
- Idea Unii Śródziemnomorskiej – próba powstrzymania europejskich ambicji Turcji w: „Turcja i Europa. Wyzwania i szanse” (red. Adam Szymański), Warszawa 2011.
- Polityka Polski wobec Francji w: „Rocznik Polskiej Polityki Zagranicznej 2010”, Warszawa 2011.
- Lista Ładosia : spis osób, na których nazwiska w okresie II wojny światowej zostały wystawione paszporty latynoamerykańskie przez Poselstwo RP i organizacje żydowskie w Szwajcarii (red. Jakub Kumoch; autorzy: Jakub Kumoch, Monika Maniewska, Jędrzej Uszyński, Bartłomiej Zygmunt), Warszawa : Instytut Pileckiego 2019, ISBN 978-83-66340-15-2.